# Józef Rospęk
Józef Rospęk (ur. 21 kwietnia 1945 w Kościerzynie) – polski inżynier ceramik, poseł na Sejm PRL VI kadencji.

## Życiorys
W 1969 uzyskał wykształcenie wyższe na Wydziale Ceramicznym Akademii Górniczo-Hutniczej w Krakowie. Pracował jako kierownik oddziału w Zakładach Porcelany Stołowej „Lubiana” w Łubianie. W 1972 uzyskał mandat posła na Sejm PRL w okręgu Tczew. Zasiadał w Komisji Budownictwa i Gospodarki Komunalnej oraz w Komisji handlu Wewnętrznego. Ponadto pełnił funkcję zastępcy przewodniczącego Komisji Przemysłu Lekkiego.